# Phare de Baishajia
Le phare de Baishajia ou de Paisha Chia (Chinois traditionnel: 白沙岬燈塔; pinyin: Báishājiǎ dēngtǎ) est un phare situé dans le district de Guanyin, dans la municipalité de Taoyuan, à Taïwan.  

## Histoire
Il fut le troisième phare construit en 1901 à Taïwan sous la domination japonaise avec une hauteur initiale de 38 mètres. Cependant, la partie supérieure fut détruite pendant la Seconde Guerre mondiale. Après la guerre, la tour fut réparée et reconstruite à sa hauteur actuelle. En mars 2013, l'ouverture du phare aux touristes fut annoncé pour septembre 2013. 

## Architecture
Le phare est érigé sur une structure en brique blanche et ronde de 27,7 mètres de haut. Le plan focal clignote toutes les 10 secondes. 